# Parco nazionale di Syöte
Il parco nazionale di Syöte (in finlandese: Syötteen kansallispuisto) è un parco nazionale della Finlandia, nella provincia di Oulu e nella Provincia della Lapponia. È stato istituito nel 2000 e occupa una superficie di 299 km².